# خانة اليك (فلم)
خانة اليك تشويق وإثارة مصري من إنتاج سنة 2015. الفيلم من إخراج أمير رمسيس ، وتأليف لؤي السيد ، وإنتاج  سامح العجمي،  ومن بطولة محمد فراج، ومحمد شاهين، ونبيل عيسى، ورامز أمير، وأمينة خليل.

## ملخص القصة
- تدور أحداث الفيلم حول خمسة شباب يستيقظون من نومهم، فيجدون أنفسهم محتجزين داخل مكان مهجور، لا يعرفون سبب تواجدهم فيه، ولا يتذكرون هويتهم، أو من أتى بهم إلى هذا المكان، ثم يدخل الشباب في رحلة طويلة للبحث عن سبب وجودهم بهذا المكان من الأصل.[3]

## طاقم التمثيل
- محمد فراج[4]
- محمد شاهين
- نبيل عيسى
- رامز أمير
- أمينة خليل
- أشرف مصيلحي
- أشرف زكي
- دنيا النشار

## الإنتاج
كتب لؤي السيد قصة وسيناريو الفيلم، وكان الفيلم من إخراج أمير رمسيس، وإنتاج سامح العجمي.